# Túnel de Esquerrero
El túnel de Esquerrero (L´Esquerrero) es un túnel carretero situado en el extremo norte de la A-139, en el valle de Benasque (provincia de Huesca, Aragón, España). Tiene 127 metros de longitud. Podría tener una importancia vital si se decidiese construir el tan denostado paso internacional del túnel Benasque - Bagnères-de-Luchon.